# Marché de Noël de Kaysersberg
 (mai 2024).
Si vous disposez d'ouvrages ou d'articles de référence ou si vous connaissez des sites web de qualité traitant du thème abordé ici, merci de compléter l'article en donnant les références utiles à sa vérifiabilité et en les liant à la section « Notes et références ».
 (mai 2024).
Le marché de Noël de Kaysersberg est un marché de Noël traditionnel du village de Kaysersberg, dans le Haut-Rhin, en Alsace. Il a lieu tous les ans, durant la période de l'Avent, du 24 novembre à la veille de Noël, le 24 décembre. Son importante réputation régionale est en grande partie due au cadre médiéval alsacien préservé, remarquable et touristique de ce village.

## Historique
En 1987 l'association « Noël à Kaysersberg » est fondée par un groupe d'habitants du village pour faire ressusciter la tradition du Christkindelsmärik (Marché de Noël germanique de la Saint-Nicolas, traditionnel des cultures alsacienne et allemande, ou marché de l’Enfant Jésus en alsacien) avec pour valeurs traditions, artisanat, authenticité ... 

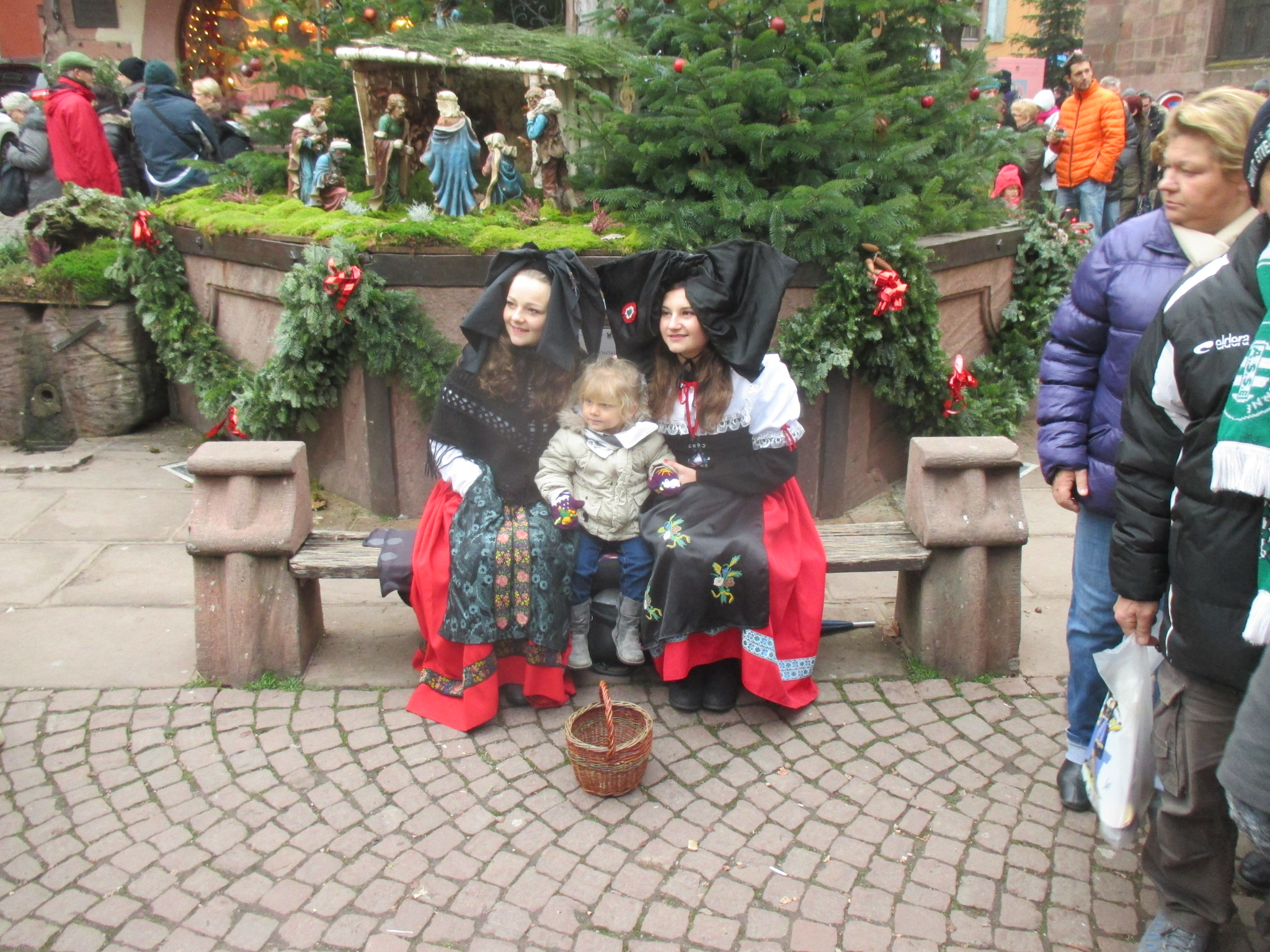
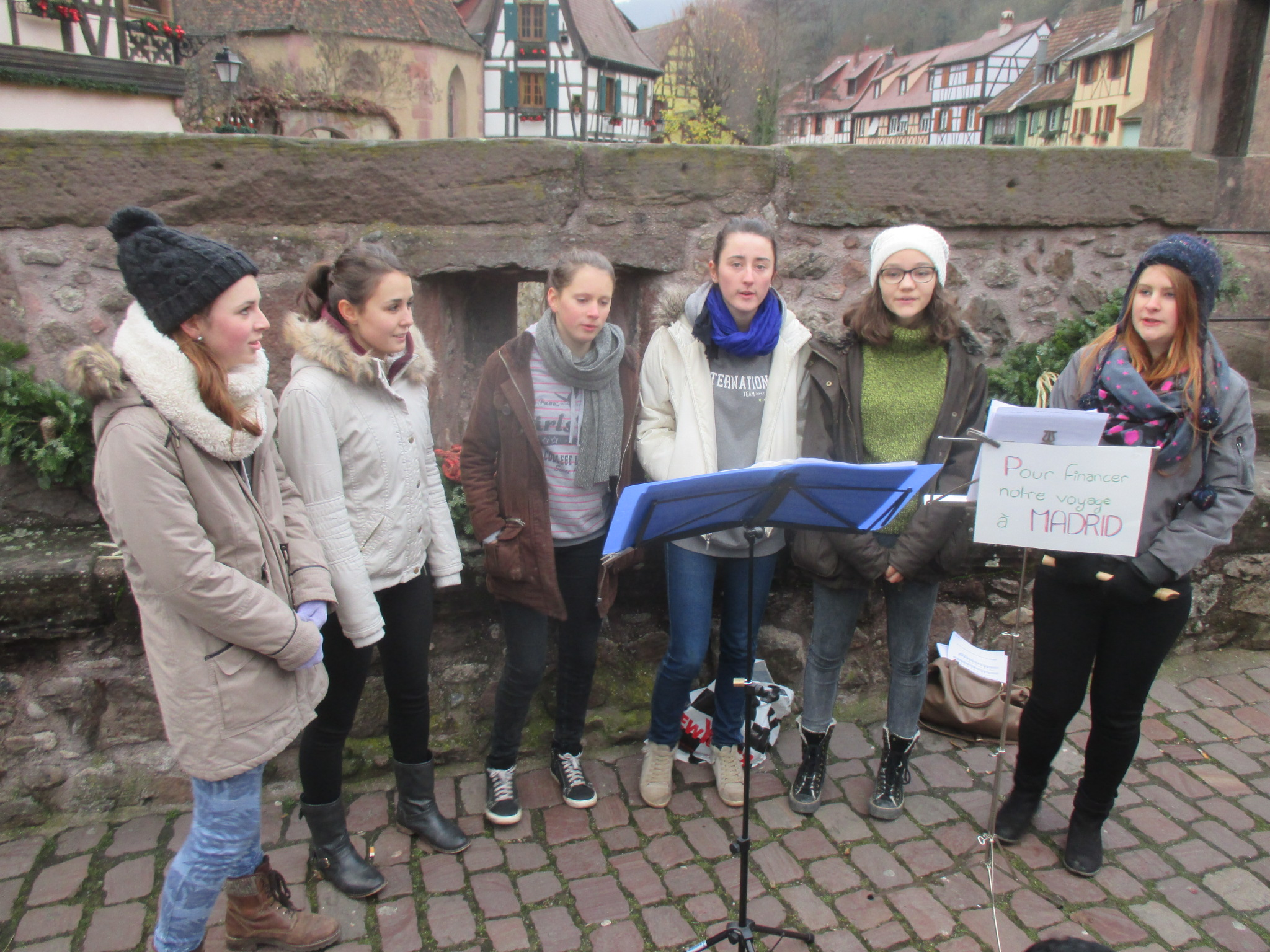
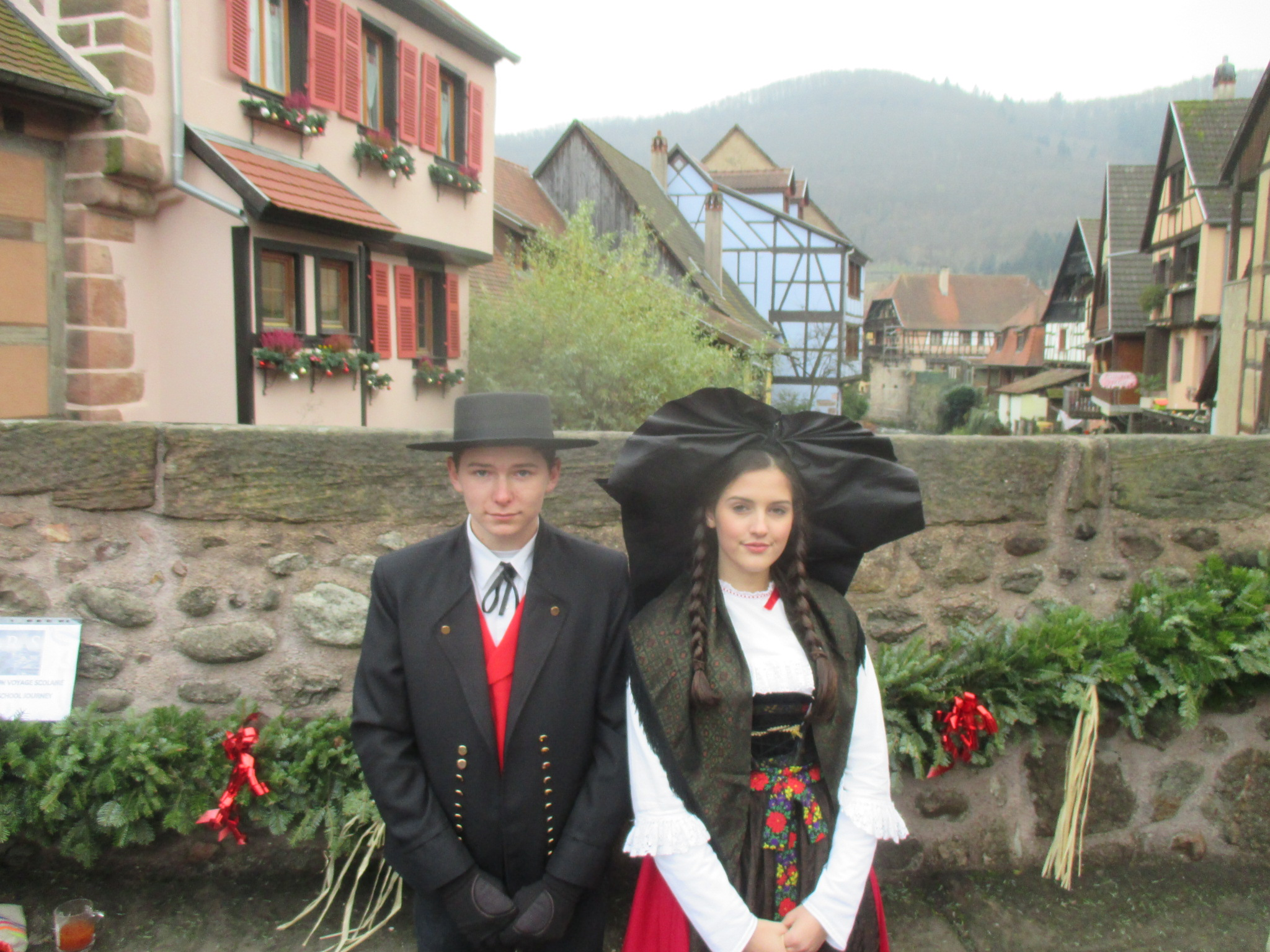

Ce marché de Noël a lieu dans le cadre médiéval alsacien pittoresque de la cité impériale de Kaysersberg du XVIIe siècle (Kaysersberg signifie la montagne de l’empereur en alsacien). Un des plus remarquables villages touristiques d'Alsace, à environ 15 km de Colmar, sur la route des vins d'Alsace. 

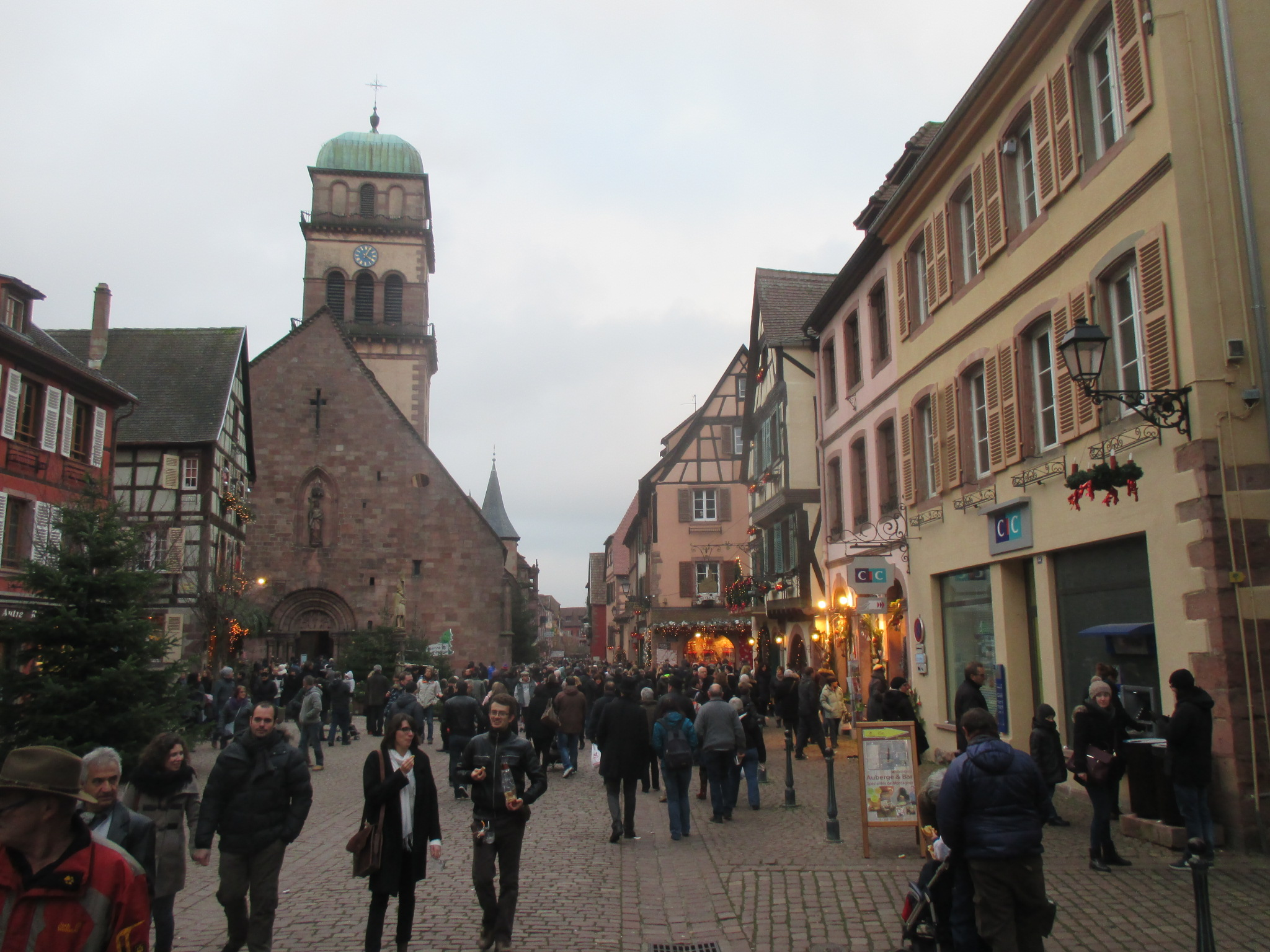
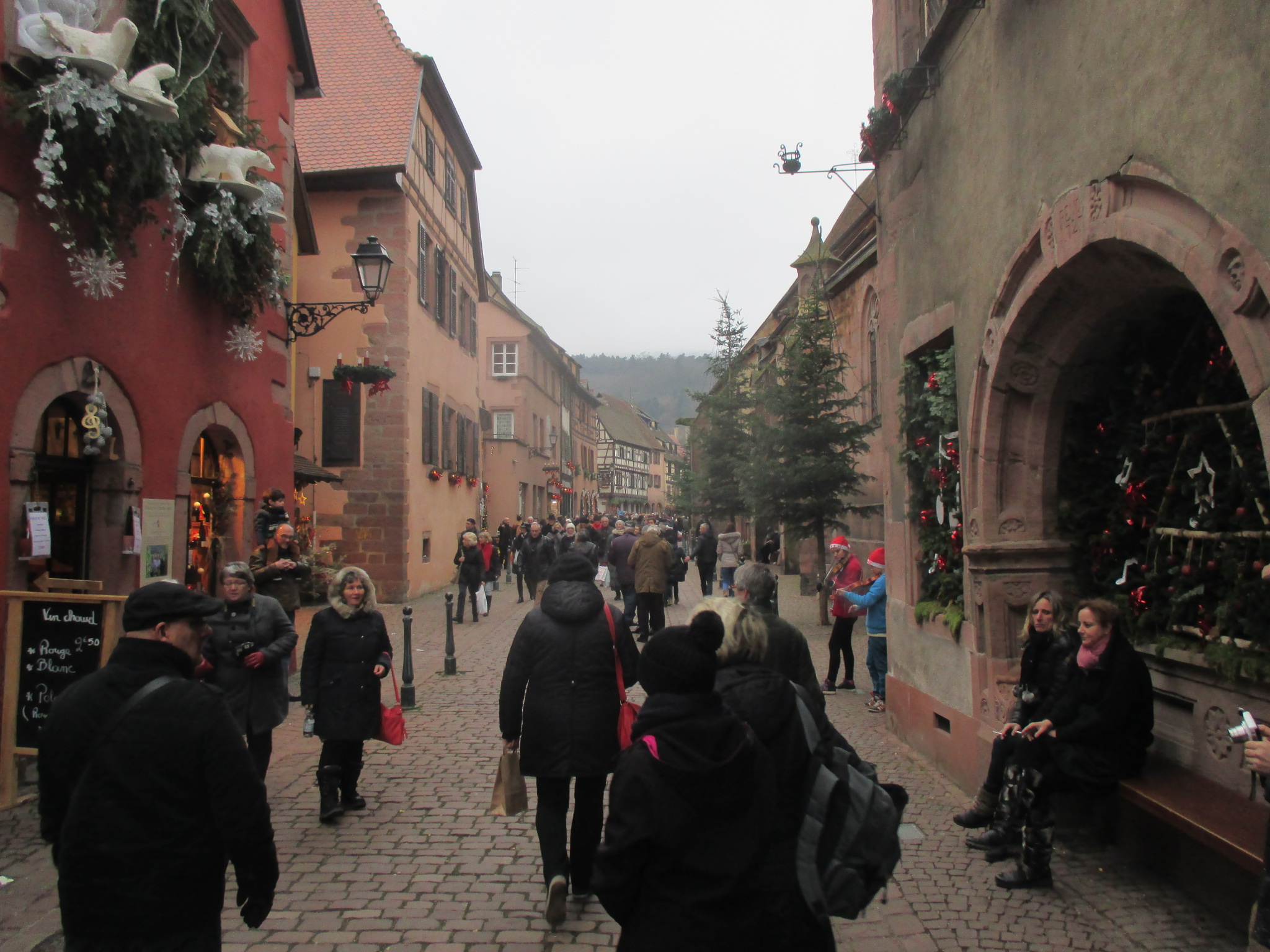
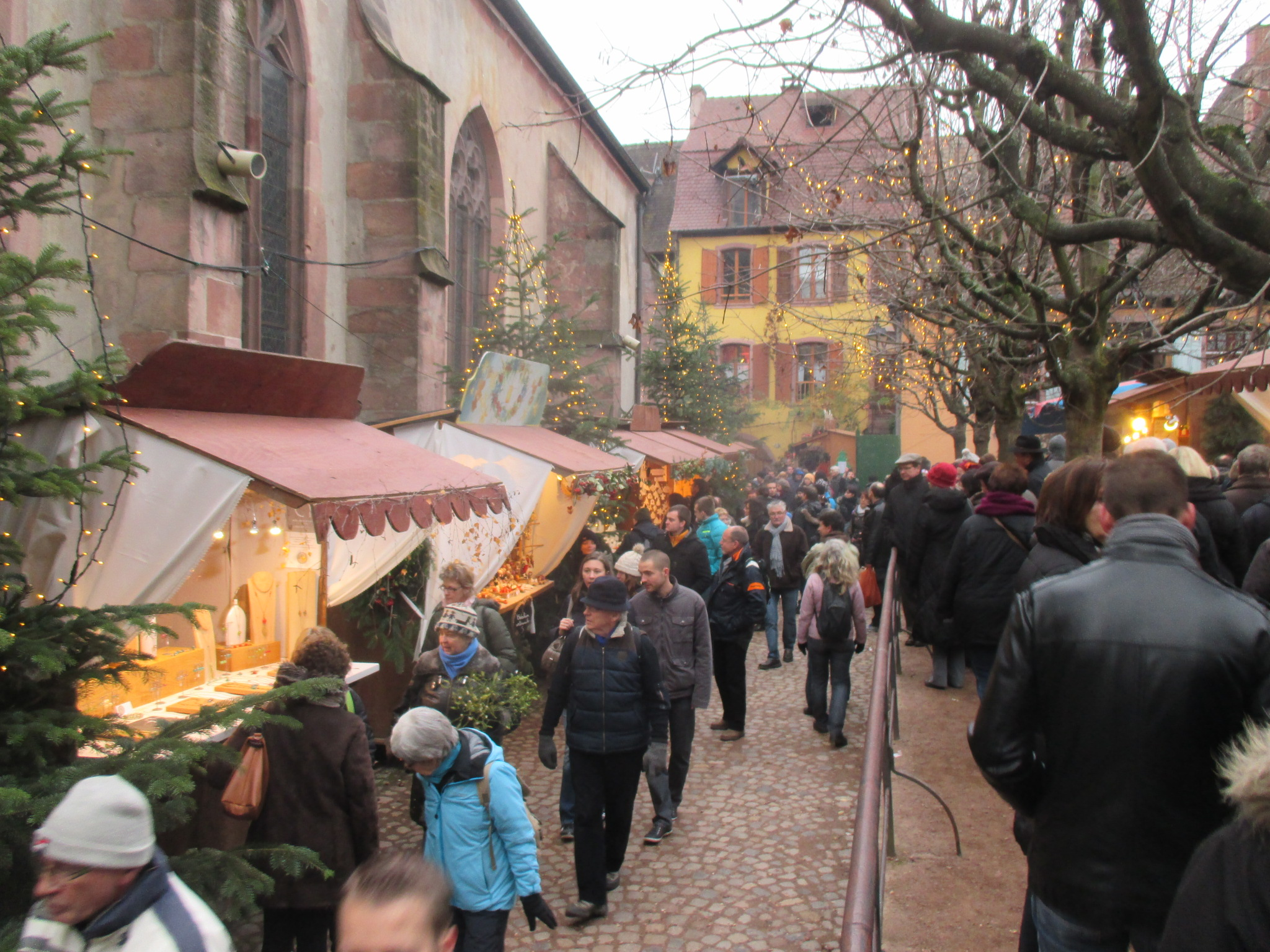

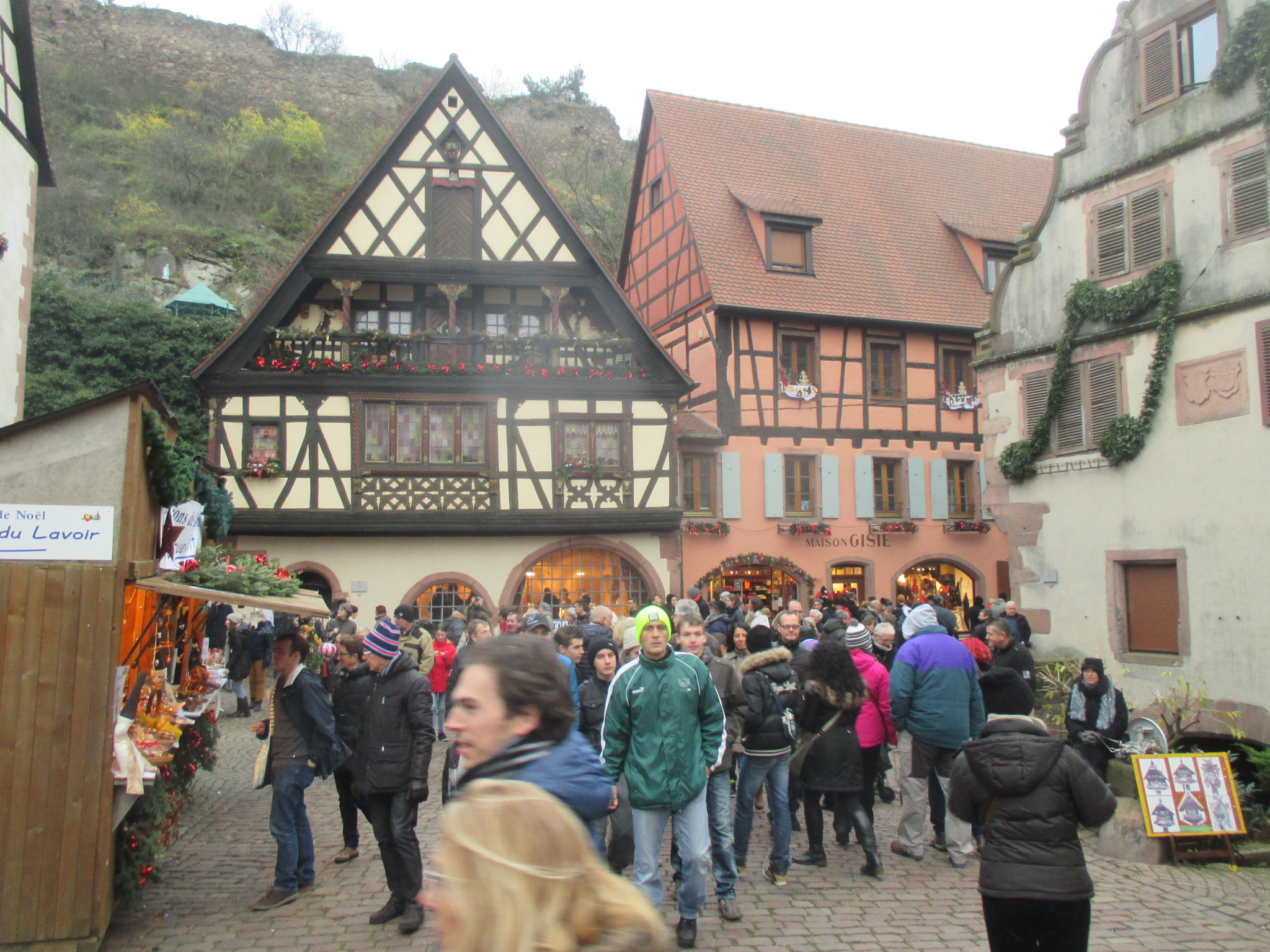
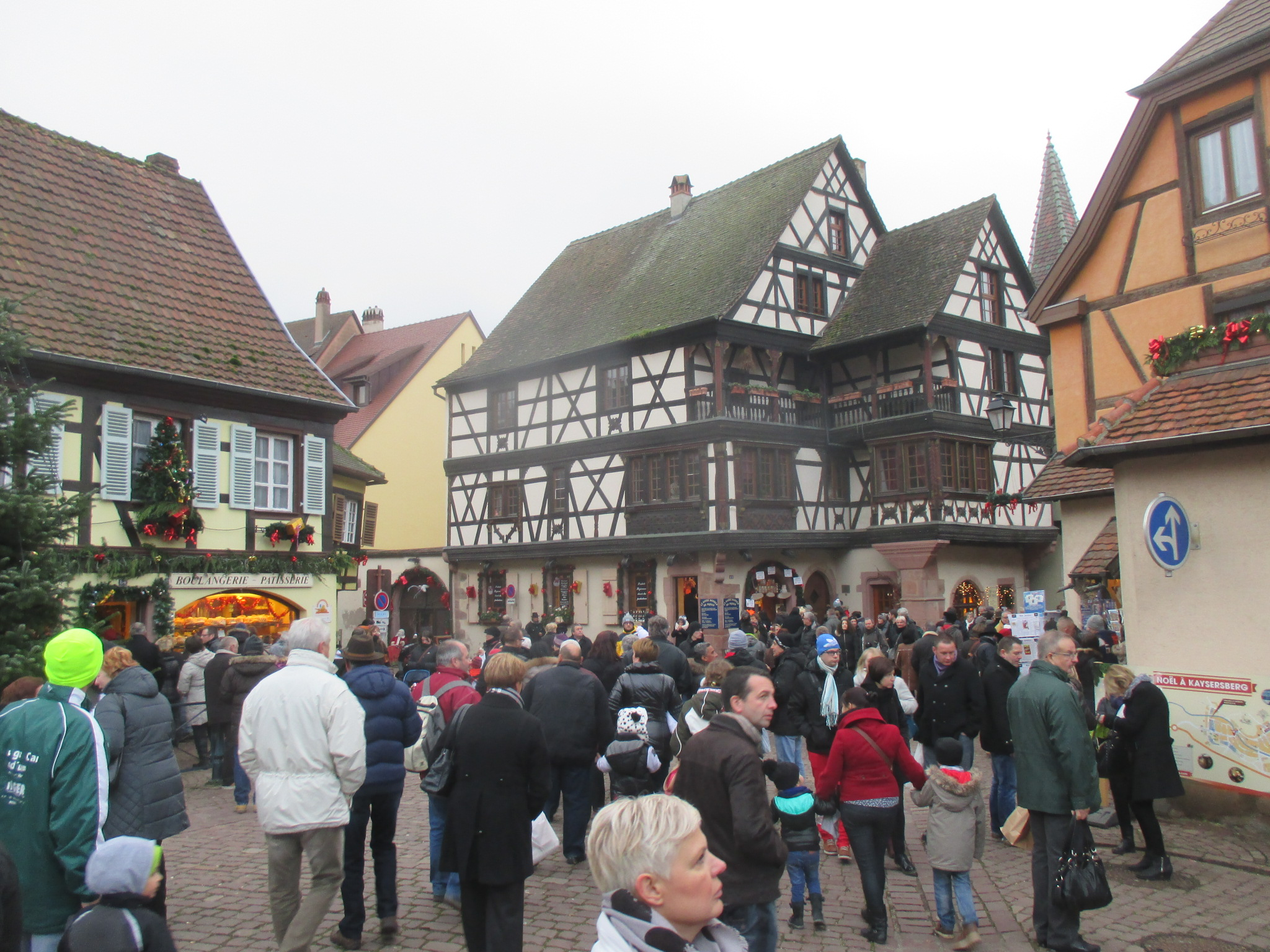
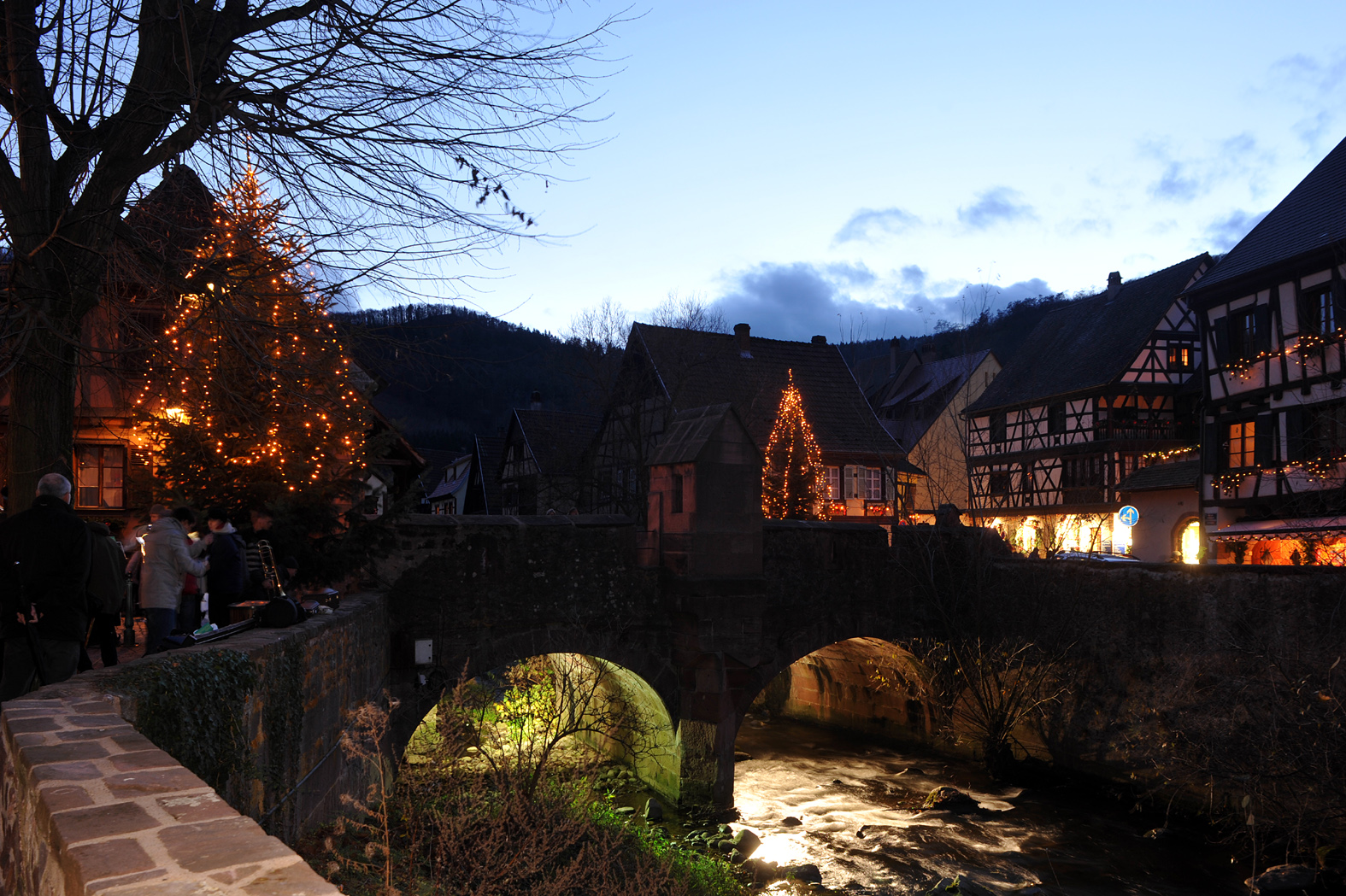

Le centre du village est décoré et illuminés dans l'esprit de Noël, et propose aux nombreux visiteurs de nombreuses boutiques, chalets / échoppes avec des articles d'artisanat d'art, des décorations de Noël, des articles et idées de cadeau de Noël... 

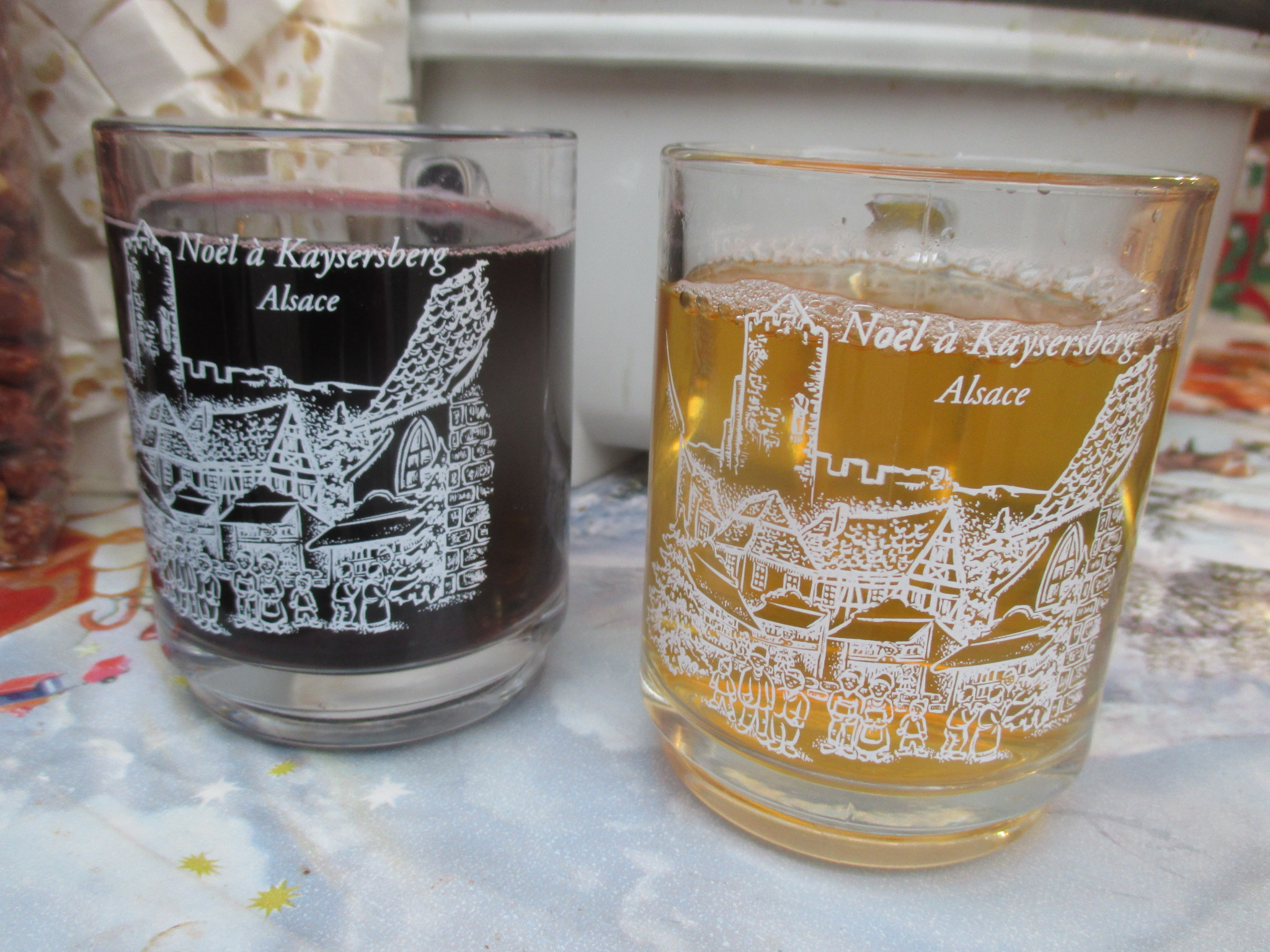
Vin chaud
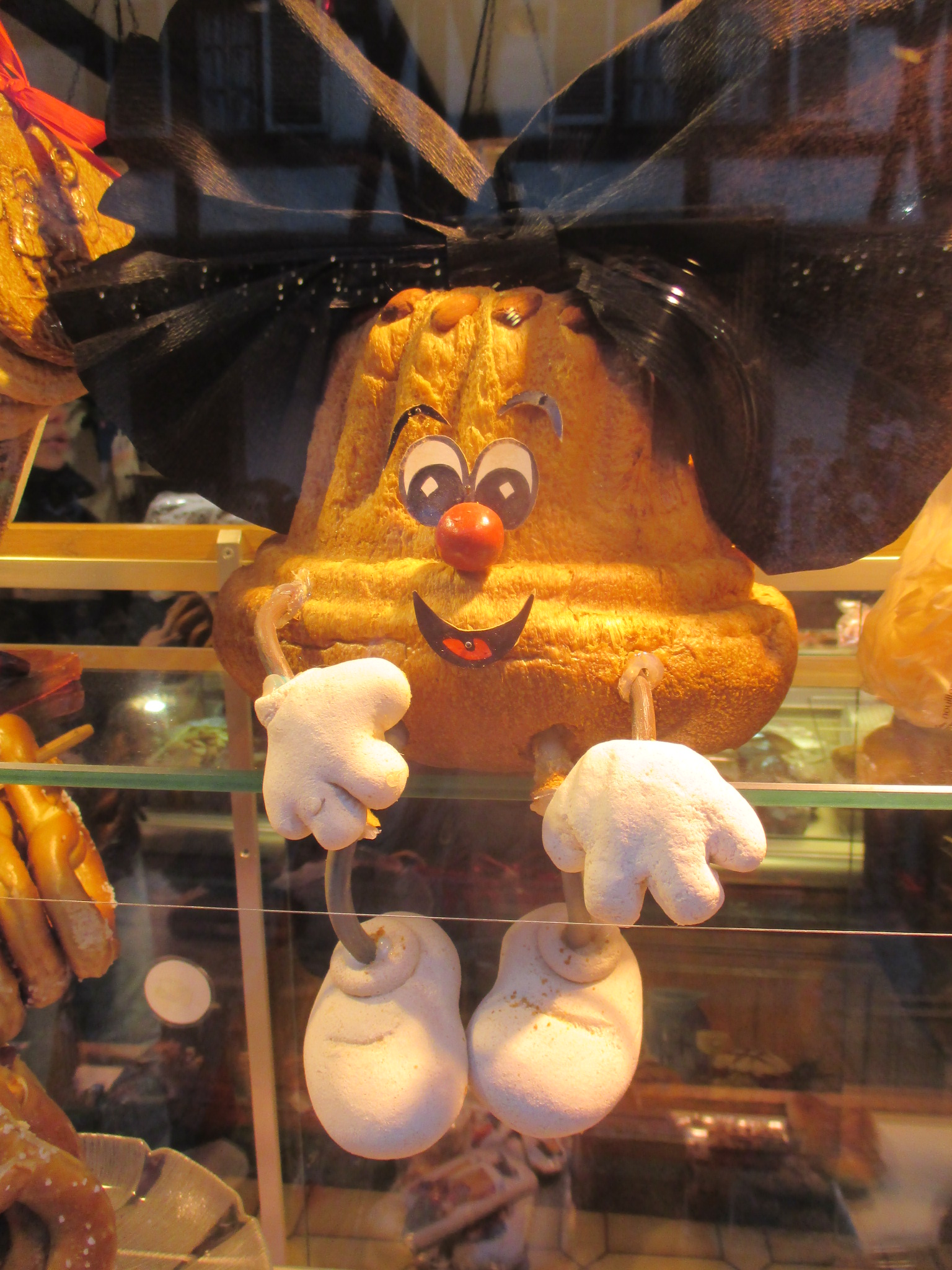
Kouglof
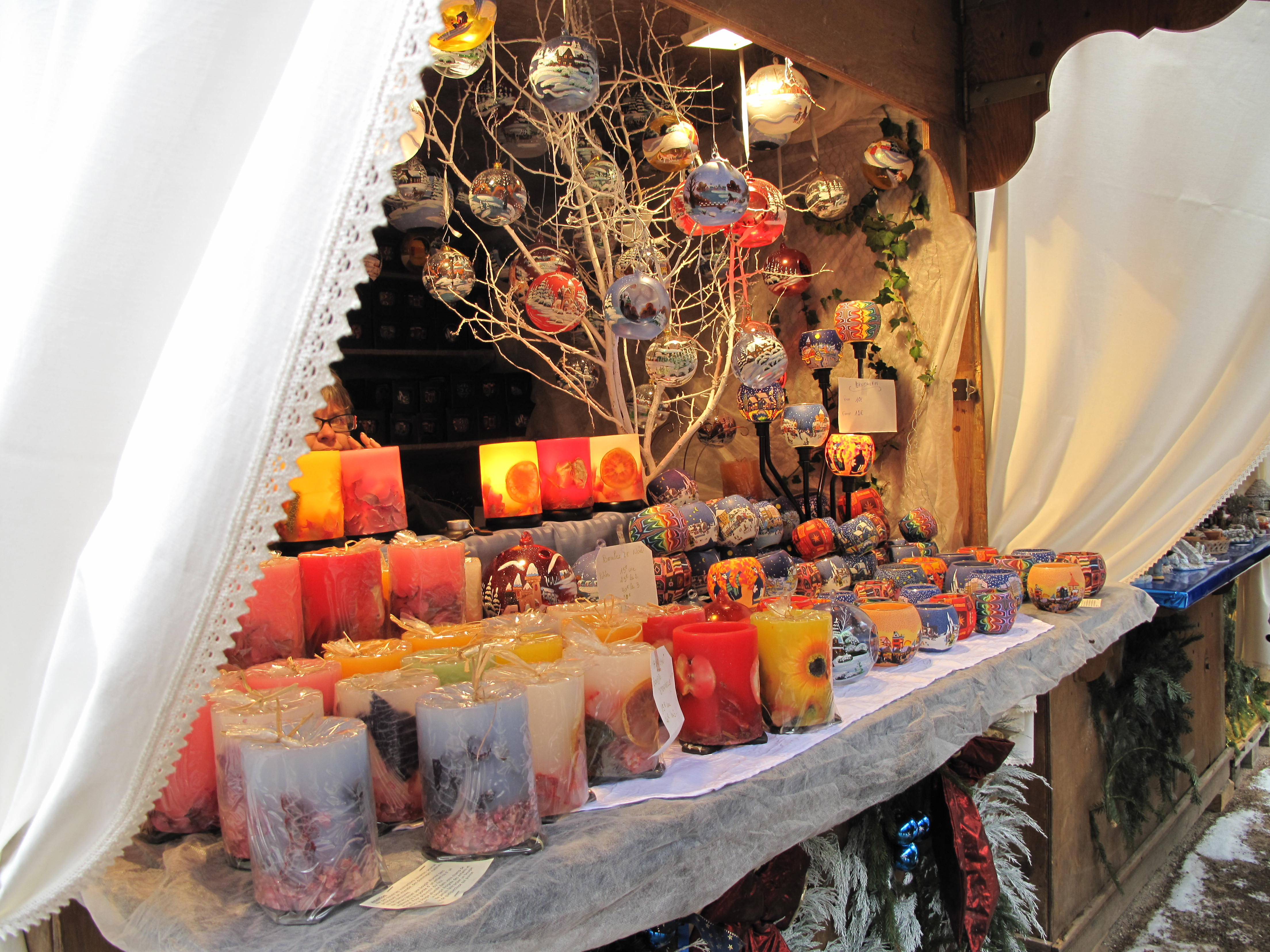
Bougies
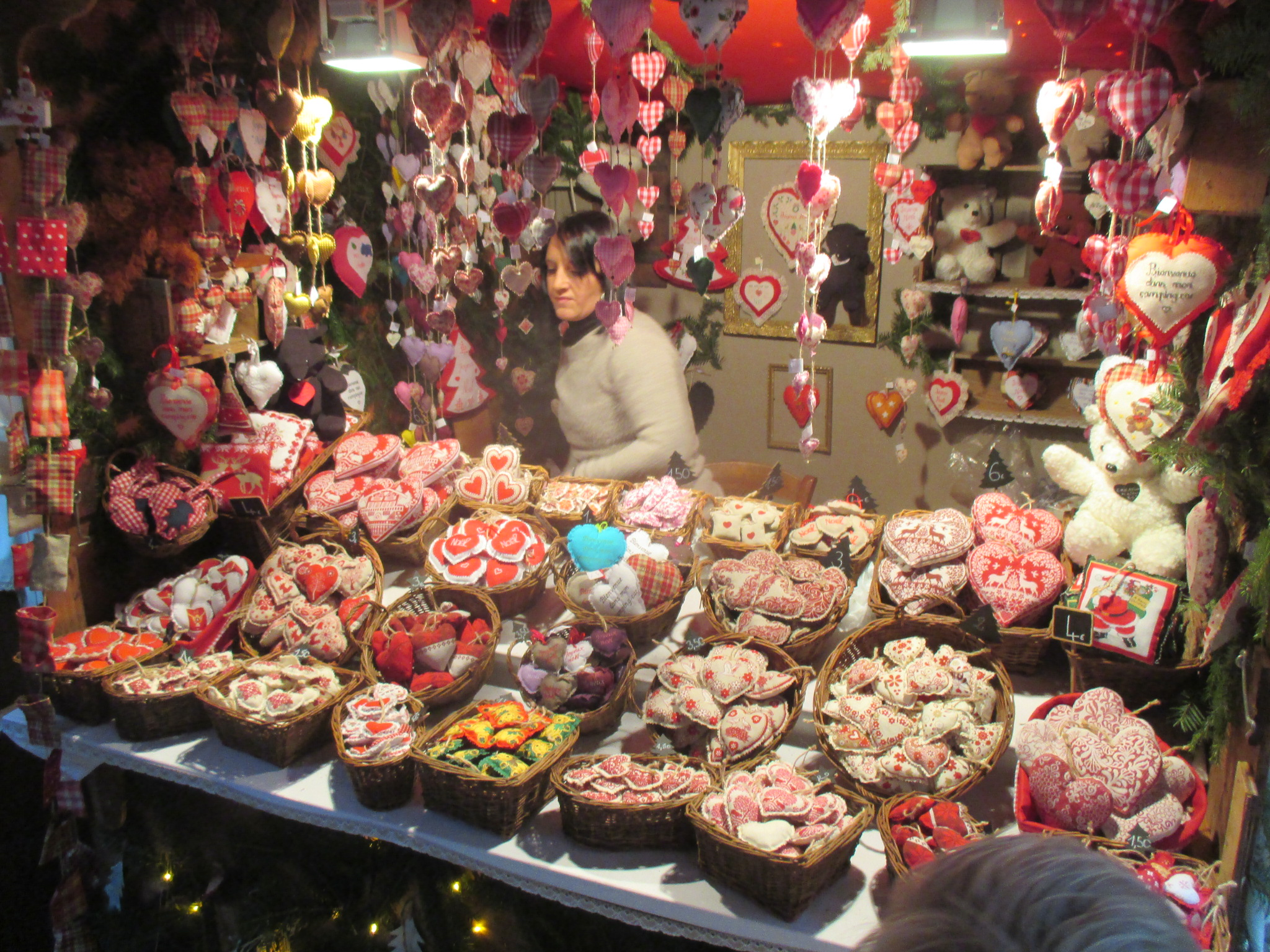
Cadeau de Noël
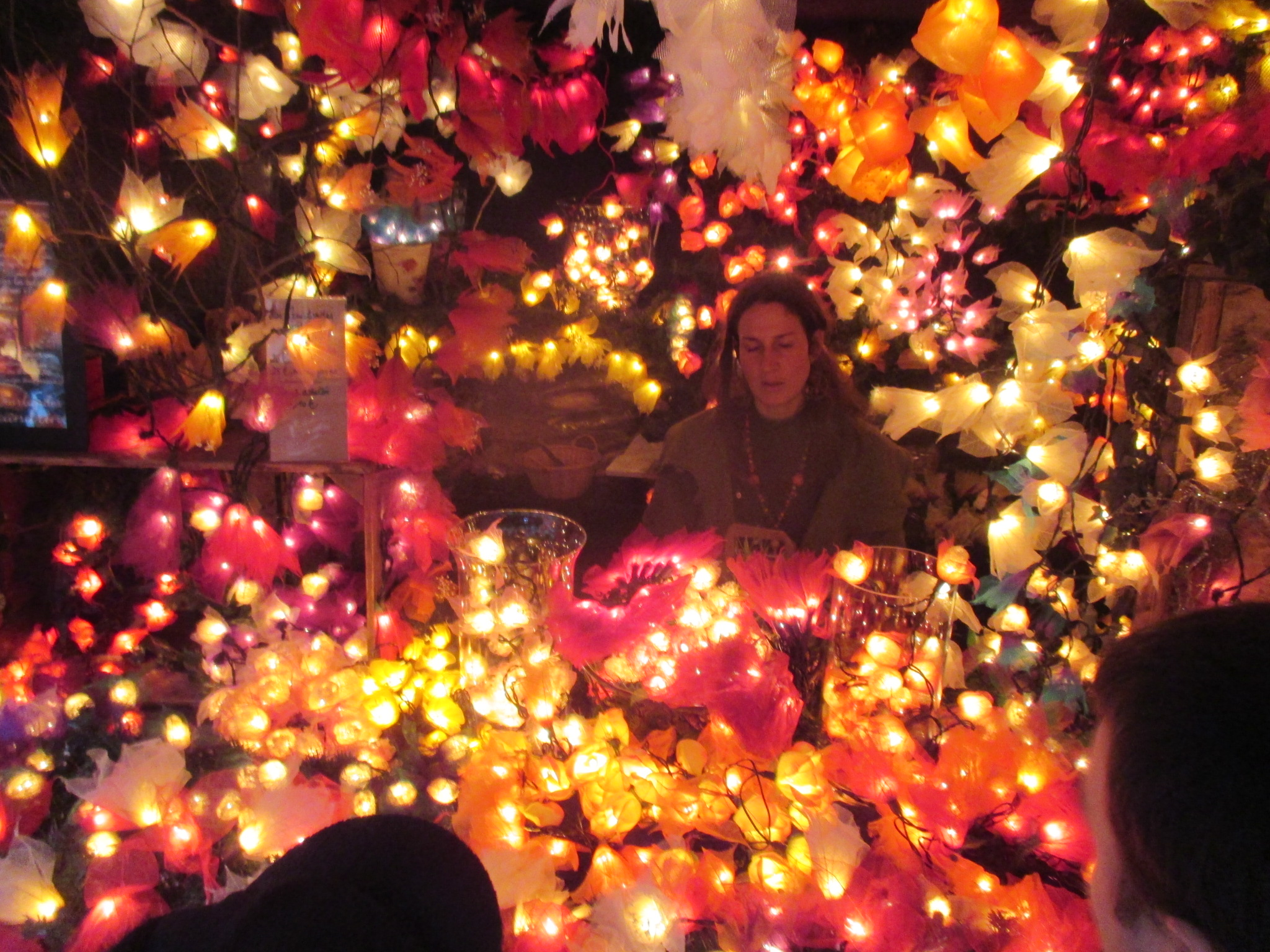
Décorations de Noël

Il propose également de quoi se restaurer avec ses nombreux restaurants alsaciens et boutiques de viticulteurs locaux, produits de la gastronomie régionale traditionnelle, bretzel, bredele, mannele, beerawecka (pain de fruit), tartines, vin chaud, cannelle, gâteaux, pain d'épices, confiseries, massepain, fruit confit ... 

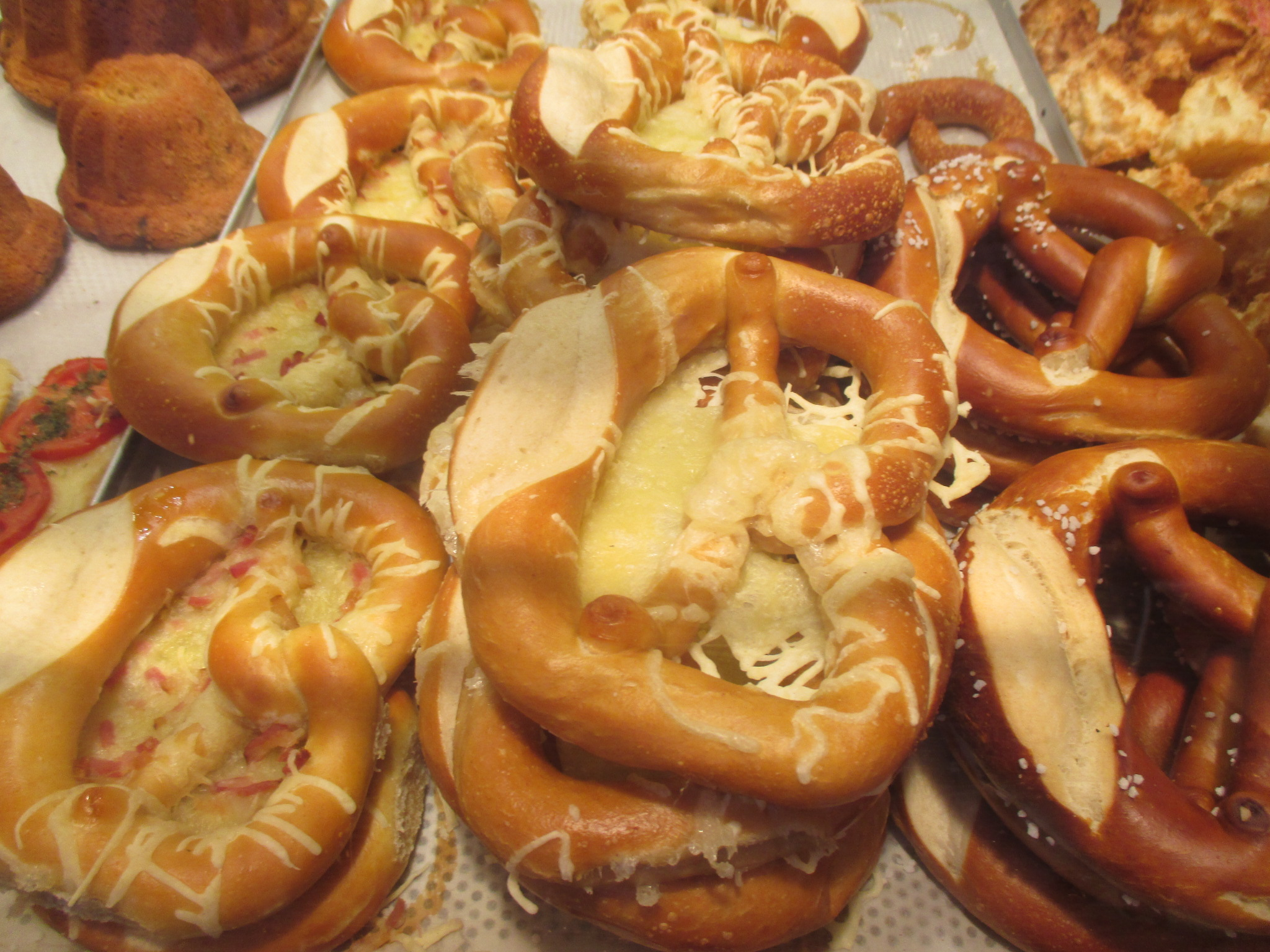
Bretzel
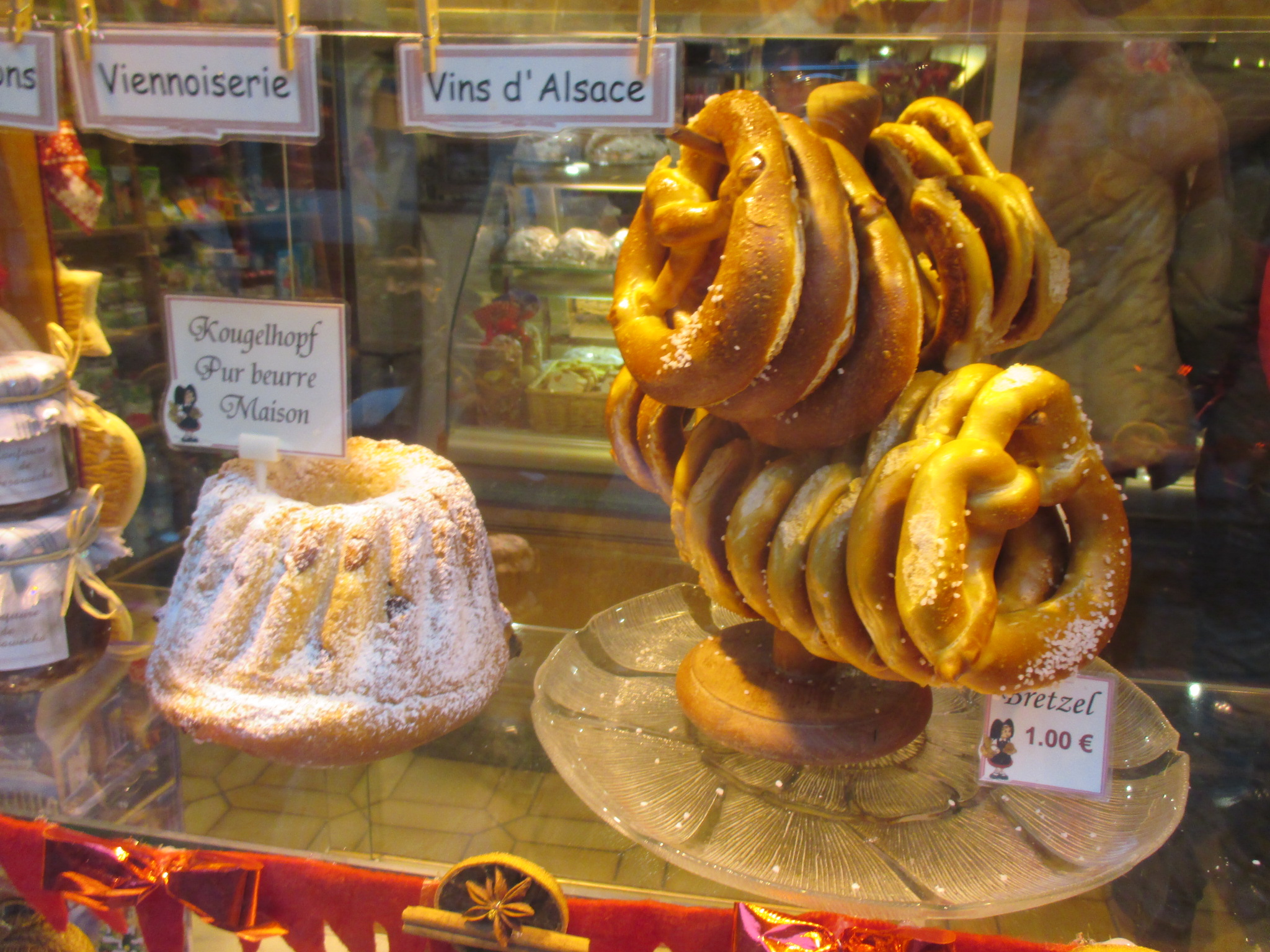
Kouglof et bretzel
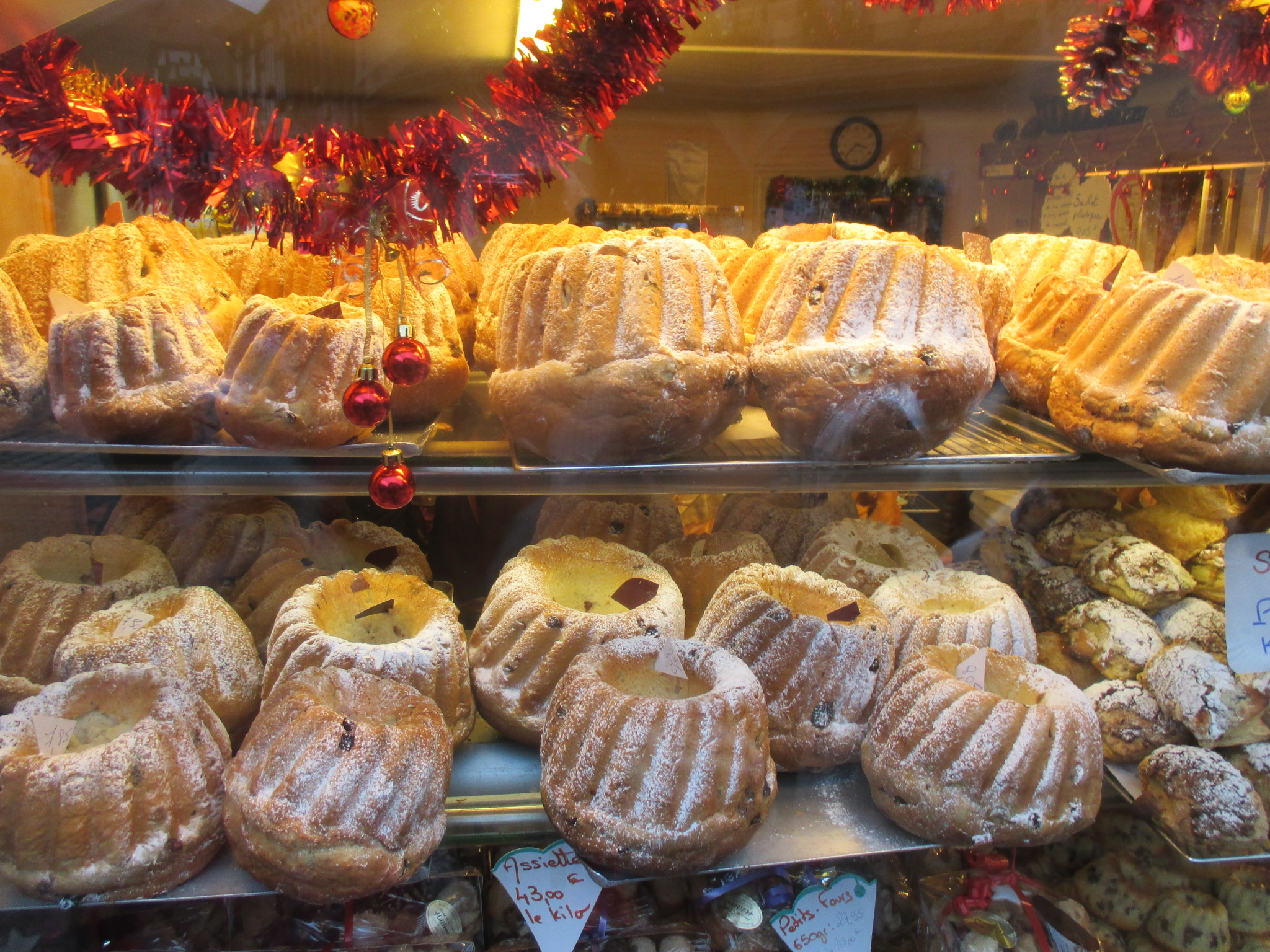
Kouglof
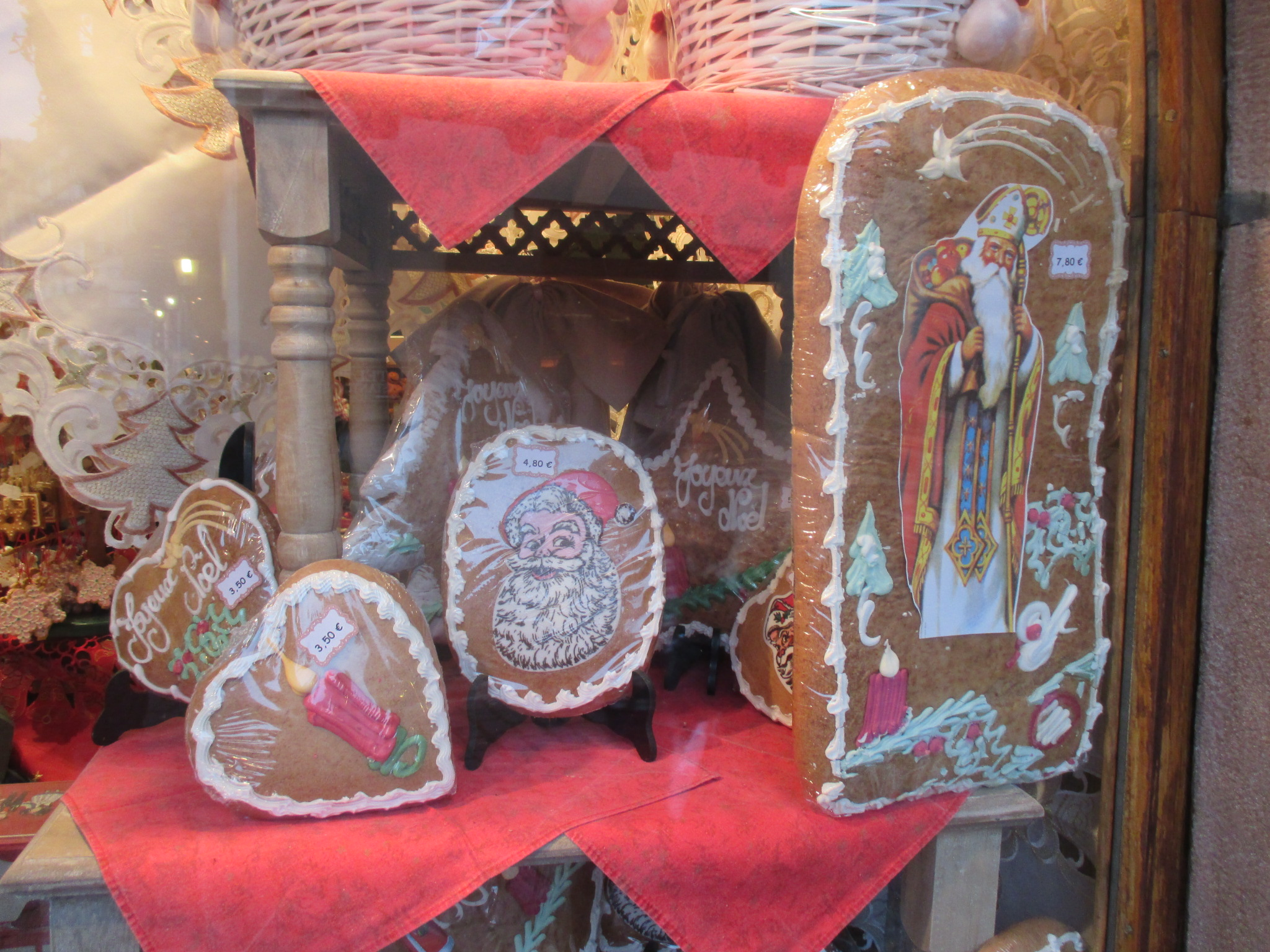
Pain d'épices
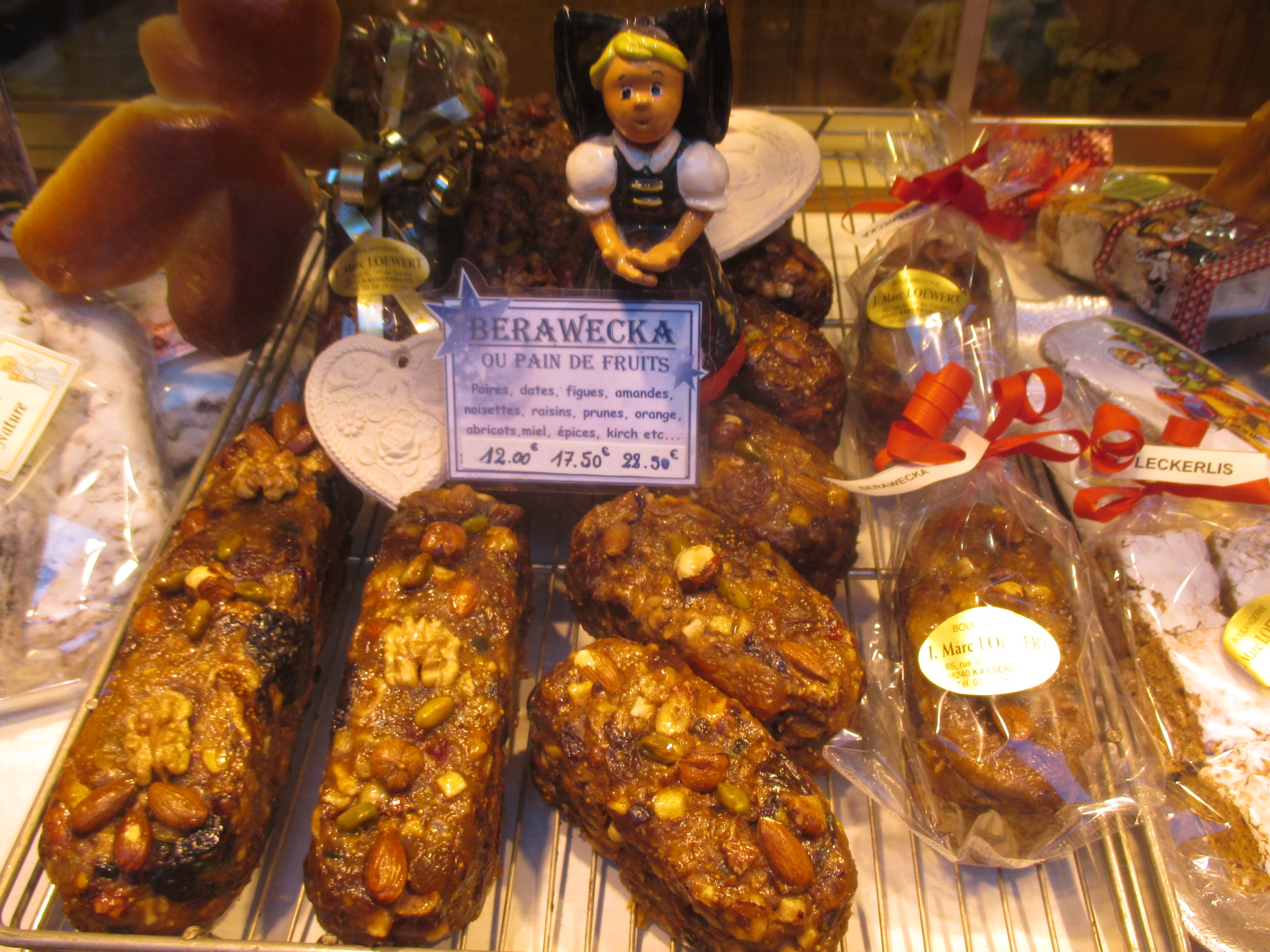
Beerawecka (pain de fruit)